# Homalotylus indicus
Homalotylus indicus är en stekelart som först beskrevs av Agarwal 1966.  Homalotylus indicus ingår i släktet Homalotylus och familjen sköldlussteklar. Inga underarter finns listade i Catalogue of Life.